# Letterstedtska föreningens nordiska översättarpris
Letterstedtska föreningens nordiska översättarpris utdelas sedan 2012. Priset är på 50 000.

## Pristagare
- 2012 – Anne Marie Bjerg (Danmark)
- 2013 – Per Qvale (Norge)
- 2014 – Pentti Saaritsa (Finland)
- 2015 – Hjörtur Pálsson (Island)
- 2016 – Erik Skyum-Nielsen (Danmark)[2]
- 2017 – Gun-Britt Sundström (Sverige) för nyöversättningen av Sigrid Undsets romansvit Kristin Lavransdotter. [3]
- 2018 – Turid Farbregd (Norge)[4]
- 2019 – Birgita Bonde Hansen (Danmark)[5]
- 2020 – Sigrún Árnadóttir (Island)
- 2021 – John Swedenmark (Sverige)[6]